# José Estêvão Coelho de Magalhães
José Estêvão Coelho de Magalhães (Aveiro, 26 de dezembro de 1809 – Lisboa, 4 de novembro de 1862), mais conhecido por José Estêvão, foi um notável jornalista, político e orador parlamentar português, sendo durante o período de 1836 a 1862 a figura dominante da oposição de esquerda na Câmara dos Deputados. Era bacharel formado em Direito pela Universidade de Coimbra, veterano das guerras liberais e um dos académicos que viveu o exílio em Inglaterra e na ilha Terceira e participou no Desembarque do Mindelo. Em 1841 fundou a A Revolução de Septembro, o mais influente jornal da imprensa liberal. Sempre mais radical que as soluções preconizadas pelos partidos políticos da época, foi por várias vezes obrigado a procurar refúgio fora do país devido à sua frontalidade na oposição. Participou activamente na Patuleia, integrando o exército rebelde que operava no Alentejo.

## Biografia

### Os anos formativos
José Estêvão nasceu na freguesia da Senhora da Apresentação (incorporada na de Vera Cruz desde 1835), de Aveiro, a 26 de dezembro de 1809, filho do médico e político liberal Luís Cipriano Coelho de Magalhães e de sua mulher, Clara Miquelina de Azevedo Leitão, oriunda de uma família de considerados negociantes aveirenses. Quando José Estêvão tinha apenas um ano de idade, em 1810, os exércitos de Napoleão Bonaparte ocuparam Aveiro e o pai foi obrigado a abandonar a cidade, deixando a família entregue aos cuidados da avó materna. José Estêvão permaneceu entregue aos avós até 1821, ano em que passou a residir com seu pai. Pouco depois, em junho de 1822, a mãe faleceu.
Após cursar estudos preparatórios com diversos reputados professores aveirenses, e depois de ter sido incentivado por seu pai a abandonar a intenção de seguir uma carreira eclesiástica, José Estêvão matriculou-se em outubro de 1825 no 1.º ano de Direito da Universidade de Coimbra.
Em Coimbra envolveu-se profundamente nos clubes políticos que se formavam no meio académico, reflexo da grande agitação que perpassava Portugal face à instabilidade social e política que se vivia, cedo se destacando pela sua eloquência e activismo em prol do movimento liberal. Por esta altura estreou-se na imprensa.
Logo em dezembro de 1826, aquando da revolta absolutista liderada pelo general Manuel da Silveira Pinto da Fonseca Teixeira, 1.º marquês de Chaves, integrou o Batalhão Académico de 1826 que os estudantes de Coimbra então formaram para ir em defesa do regime liberal.

### O exílio e a guerra civil
No mês de maio de 1828, quando na sequência da Belfastada os liberais se levantaram contra o governo de D. Miguel I, o então jovem estudante José Estêvão voltou a alistar-se no novo Batalhão Académico que os estudantes de Coimbra então formaram, com o posto de cabo.
Malogrado o levantamento e dissolvida a Junta do Porto a 3 de julho de 1828, com a retirada para Londres, a bordo do vapor Belfast, dos seus principais líderes, viram-se os implicados na intentona, entre os quais José Estêvão, então com 18 anos de idade, obrigados a procurar refúgio na Galiza, acompanhando o exército liberal em retirada. Este grupo, de cerca de 12 000 pessoas, juntou-se aos emigrados liberais, partindo de Ferrol com destino Plymouth, onde permaneceu acantonado até poder juntar-se às forças liberais que resistiam na ilha Terceira.
José Estêvão serviu no posto de cabo da companhia de artilheiros da 1.ª Companhia de Académicos do Batalhão de Voluntários da Rainha durante todo o tempo que as forças constitucionais se conservaram nos Açores. Tendo partido de Plymouth para a Terceira a 30 de janeiro de 1829, não entrou na acção da Vila da Praia por estar destacado no interior da ilha Terceira, mas tomou parte nas expedições organizadas para ocupação das outras ilhas do arquipélago dos Açores, com destaque para a conquista da ilha do Faial. 
Na Terceira colaborou na edição da Crónica da Terceira, o primeiro periódico que se publicou nos Açores e à altura um elo essencial na manutenção da coesão das forças liberais ali estacionadas.
Depois de uma estadia em Ponta Delgada, foi incorporado no exército expedicionário que, com D. Pedro IV, dali embarcou para Portugal, indo desembarcar no Mindelo em 8 de julho de 1832. 
No Cerco do Porto, coube aos académicos ficarem encarregados da defesa da Serra do Pilar. Nesse sector travaram-se duros combates nos dias 13 e 14 de outubro de 1832, tendo o Batalhão Académico merecido os maiores encómios pela forma como então se houve. No seu relatório ao governo, o general José António da Silva Torres, mais tarde visconde da Serra do Pilar, que comandava o reduto, elogiou os voluntários académicos e o seu comandante, apontando que no combate do dia 13 de outubro se tinham destacado, entre outros, José Estêvão Coelho de Magalhães, José Silvestre Ribeiro e o alferes Alexandre Carvalhal Silveira, que encarregados dos trabalhos de fortificação, dirigiram o estabelecimento da brecha debaixo dum vivíssimo fogo da artilharia, e no dia imediato tiveram um comportamento igual ao dos seus camaradas. Em resultado, José Estêvão foi condecorado com o hábito da Ordem da Torre e Espada. 
Nos combates que se seguiram, deu novamente provas da sua bravura em diferentes ocasiões, e sendo promovido, por distinção, a segundo-tenente de artilharia a 4 de abril de 1833.
Pouco depois, nos combates que se travaram a 25 de julho daquele ano, voltou a destacar-se na defesa de redutos e fortificações que faziam parte da linha de segurança do Porto, nomeadamente do reduto do Covelo, que ficava entre as estradas de Braga e Guimarães, e do reduto da Flecha dos Mortos, que se situava entre Lordelo e a Foz.
Naquele último reduto, numa acção que o celebrizou, comandando apenas 20 soldados, José Estêvão defendeu-se tenazmente, e ao ver cair mortos a seu lado os seus subordinados, sem perder o ânimo, foi sempre continuando o fogo. Quando lhe restava apenas um soldado e não podia continuar a operar a peça de artilharia, ainda se conservou no seu posto, até que o oficial inimigo entrou no reduto. Então com o atrevimento que lhe era próprio, chamuscou as barbas do adversário com a vela mista que tinha na mão, fugindo a correr sob um chuveiro de balas.
Por essa acção heroica, José Estêvão foi premiado com o grau de cavaleiro da Ordem da Torre e Espada, por decreto de 15 de agosto de 1833, mas como essa distinção já lhe havia sido conferida, foi, por decreto de 7 de fevereiro de 1834, elevado a oficial da mesma ordem.
Na fase final das lutas liberais, José Estêvão fez parte das forças, que sob o comando do marechal Saldanha, continuaram a luta contra as forças miguelistas no sul de Portugal. Terminada a guerra, foi promovido a primeiro-tenente em 24 de julho de 1834.

### O ingresso na vida parlamentar
Em outubro de 1834 matriculou-se no 3.º ano da Faculdade de Direito da Universidade de Coimbra, uma vez que pelo decreto de 8 de março de 1833, que deu perdão do acto aos académicos que tinham militado no exército liberal, tinha sido dispensado do exame do 2.º ano.
Concluiu em 1836, com brilho, o curso de direito e decidiu deixar a carreira militar para ir exercer a advocacia na cidade do Porto. Entretanto, por influência do pai, que para além de médico e filantropo, era um influente deputado liberal por Aveiro que havia renunciado ao mandato para acorrer à doença de um filho, foi eleito deputado às Cortes pelo círculo de Aveiro.
A eleição ocorreu a 20 de novembro de 1836 (2.ª legislatura da Monarquia Constitucional), tendo José Estêvão prestado juramento a 25 de janeiro de 1837. Realizadas na sequência da Revolução de Setembro, as eleições davam poderes constituintes às Cortes, o que aumentava a importância da eleição. Foi assim, mais pela influência paterna que por valor próprio, que ingressou na vida parlamentar, actividade onde granjearia grande nomeada.
Logo aquando do seu juramento, proclamou-se de uma inabalável fidelidade à Constituição Política da Monarquia Portuguesa de 1822 e defensor dente do regime liberal. A sua eloquência espantou a Câmara do Deputados, com a sua voz, no dizer de Raimundo António de Bulhão Pato, com inflexões meigas, terríveis, patéticas, suavíssimas, apaixonadas, arrebatadoras, a ser de imediato notada como de excepcional dramaticidade. 
Dotado de consumado talento dramático, impressionava quem o ouvia, dando a sensação de falar sempre do coração e de dizer as verdades com incomparável desassombro. Estas características, associadas à reputação de coragem que granjeara na guerra civil e a um temperamento sentimental marcado por fácil emotividade, granjearam a José Estêvão fama de incomparável rectitude e intrepidez, que faria dele um dos mais conhecidos oradores parlamentares de sempre e, no dizer da época, o soldado fiel e imaculado do partido liberal.

Integrado na extrema-esquerda do Congresso Constituinte, pronunciou o seu primeiro grande discurso parlamentar a 5 de abril de 1837, o qual foi como uma profissão de fé política, na qual apresentava o seu programa de partidário das ideias progressistas que queria ver afirmadas na Constituição cuja discussão então se iniciava. Nessa intervenção apresentou a máxima constitucional que o celebrizaria: 
Juiz só, a julgar só, um rei, com ministros responsáveis, a executar só; um corpo legislativo só, a legislar só; eis a minha monarquia, eis o meu governo representativo. Negando o republicanismo, afirmava amar os tronos, porque despojados de todos os poderes gozariam sempre das simpatias populares.
Entusiástico defensor dos ideais da Revolução de Setembro de 1836, foi uma das figuras dominantes da oposição aos cartistas e à funesta mentira que segundo ele fora a Carta Constitucional de 1826, a qual não permitia realizar nenhuma das condições do sistema representativo. 
Em breve era o principal adversário parlamentar radical na oposição a Rodrigo da Fonseca Magalhães e Costa Cabral, e a Passos Manuel, quando este demonstrou, com a sua tendência para compactuar, não defender os ideais mais radicais do septembrismo inicial.
Não se contentando com a tribuna do parlamento, sabendo que para melhor propagar as suas ideias era preciso ter um jornal à sua disposição, fundou, com Manuel António de Vasconcelos, o jornal O Tempo, cujo primeiro número saiu a 29 de janeiro de 1838, com um editorial, escrito por José Estêvão, a insurgir-se contra os planos financeiros do governo e as propostas feitas pela direcção do Banco de Lisboa para novo empréstimo ao Tesouro.

### Um parlamentar da oposição

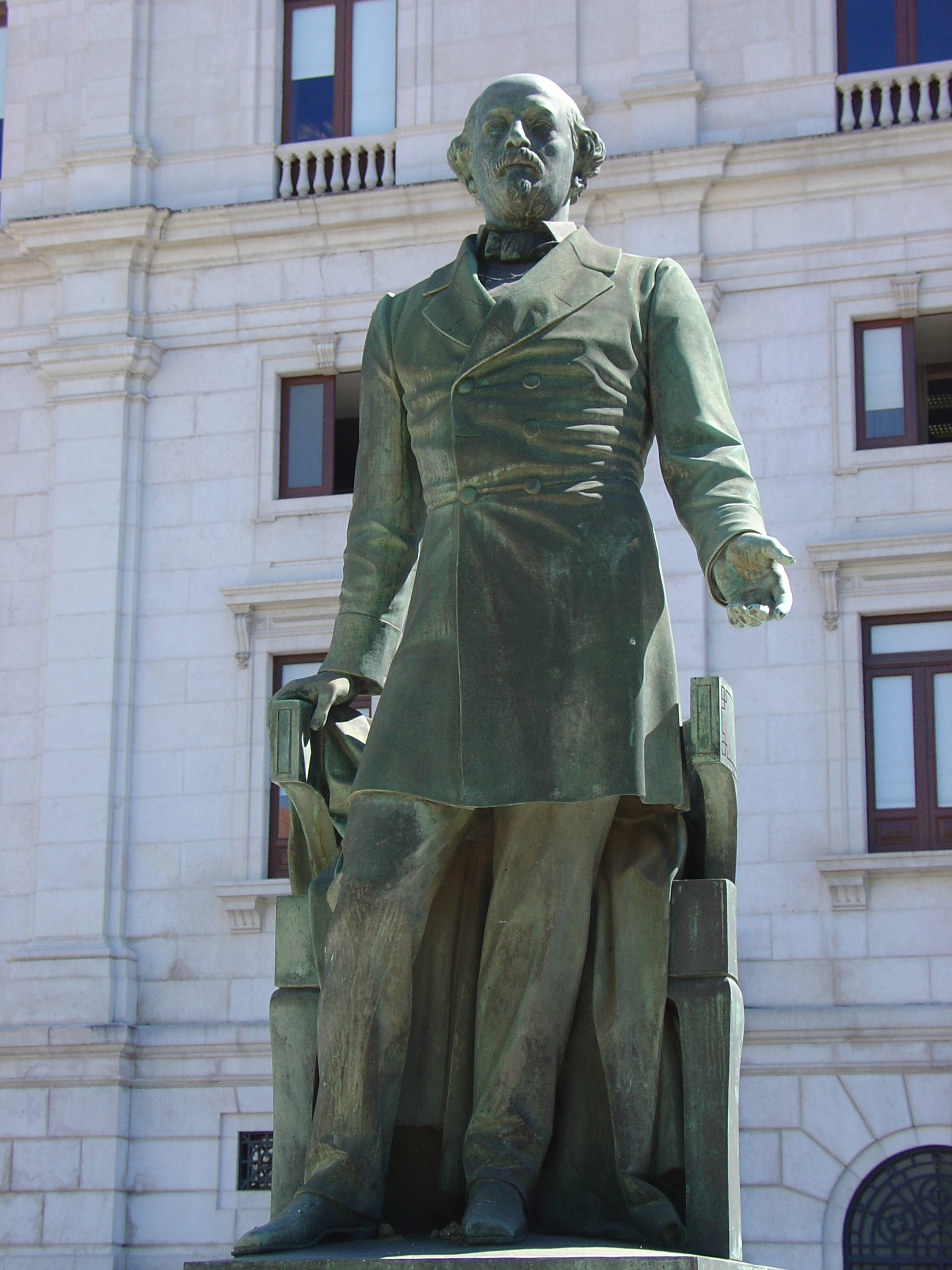
José Estêvão Coelho de Magalhães, Lisboa

Defendendo ideias que se encontravam então na extrema-esquerda do espectro político, José Estêvão em breve se transformou numa voz de quase permanente oposição aos governos do Setembrismo, raramente apoiando as medidas preconizadas. No parlamento e na imprensa foi-se progressivamente afirmando como uma das vozes mais incómodos da oposição, concitando o apoio das franjas mais radicais.
A oposição de José Estêvão não se limitava, porém, só aos seus artigos n’O Tempo e aos seus discursos no parlamento e no Clube dos Camilos, então uma das sociedades políticas que mais celebridade alcançara. Com a sua palavra inflamada, não se cansava de verberar os actos do ministério, que julgava não ter força necessária para defender a revolução contra as intrigas e manejos dos adversários dela.
Discutiam-se nos Camilos as proposições mais radicais. Como se sabia que a rainha só constrangida havia aceite a Revolução de Setembro, alguns membros do clube incluíam o trono nos seus ataques ao ministério. José Estêvão, que na sua profissão política dissera querer um rei só com ministros responsáveis a executar só, conservava-se firme nessas ideias, combatendo a deriva republicana dos membros mais radicais.
Por isso, e apesar do seu radicalismo, quando em março de 1838, no mês final de elaboração da nova Constituição, a Guarda Nacional cercou as Cortes, aprisionando os deputados e o governo, numa tentativa de forçar a saída dos elementos moderados do ministério, José Estêvão votou, na sessão de 13 de março de 1838, a favor da ordem de mobilizar a tropa de linha contra os revoltosos. O seu radicalismo, apesar de tudo, não admitia acções tumultuárias nem que o poder tombasse na rua. 
Jurada a Constituição Portuguesa de 1838, nas eleições de 12 de agosto de 1838 (3.ª legislatura), José Estêvão foi novamente eleito pelo círculo eleitoral de Aveiro, tendo prestado juramento a 8 de janeiro de 1839. O mesmo aconteceu nas eleições seguintes, realizadas a 22 de março de 1840 (com juramento a 5 de junho de 1840).
Logo no primeiro mandato após a entrada em vigor da nova Constituição, José Estêvão foi nomeado relator da comissão da resposta ao discurso da coroa e reprovou com toda a energia a marcha política do gabinete. Este ministério, presidido por Bernardo de Sá Nogueira de Figueiredo, 1.º marquês de Sá da Bandeira, durou até abril de 1839, em que se formou outro gabinete presidido por Rodrigo Pinto Pizarro de Almeida Carvalhais, o 1.º barão da Ribeira de Sabrosa.
Visto como a última oportunidade da esquerda face ao crescendo cartista que se adivinhava, José Estêvão deu a este ministério o seu franco e decidido apoio. Contudo, tal foi apenas um curto interregno no seu constante oposicionismo, já que a 26 de novembro a rainha formava novo ministério, desta feita presidido por José Travassos Valdez, 1.º conde de Bonfim, e integrando homens, como Rodrigo da Fonseca Magalhães e Costa Cabral, cujos sentimentos cartistas eram bem conhecidos.
A demissão do governo do barão da Ribeira de Sabrosa, e a formação do ministério, que lhe sucedeu, foram atribuídas à influência britânica através de lorde Palmerston e do embaixador em Lisboa. Contra ela, José Estêvão escreveu uma sátira pungentíssima, que apareceu no Athleta do Porto, sendo depois transcrita no primeiro número da Lança, periódico que então se começou a publicar em Lisboa. Essa sátira, em que se contava o baptizado do ministério, tornou-se célebre. 
Neste período intensificou a sua oposição ao governo, particularmente quando ficou claro que os ministérios ordeiros tinham encetado a transição para o cartismo, o que José Estêvão de imediato caracterizou como mais uma encarnação da direita. 
Contra o governo presidido por José Travassos Valdez, 1.º Conde de Bonfim, proferiu no debate do discurso da Coroa, realizado a 6 de fevereiro de 1840, o famoso discurso do Porto Pireu, o qual, em conjunto com as réplicas de Almeida Garrett, é considerado uma das joias do parlamentarismo português.
A partir de 22 de junho de 1840 passou a colaborar no jornal A Revolução de Setembro, já que O Tempo tinha deixado de se publicar a 24 de agosto de 1839. Aquele periódico fora fundado por José Estêvão com o apoio do seu amigo e patrício Manuel José Mendes Leite. António Rodrigues Sampaio foi também um dos redactores e, com a sua pena enérgica e virulenta, tornou-se sócio inseparável de José Estêvão nas lutas políticas e nos perigos e trabalhos que sofreram depois. Nele voltou a reiterar o seu apoio por uma solução constitucional que se traduzisse na fórmula: uma constituição popular, um rei sem arbítrio; uma representação extensa, apontando na direcção oposta àquela que ia lentamente dominando a vida política da época, onde os cartistas estavam em franca ascensão.
Por esta altura obtém em concurso público o lugar de professor de Economia Política e de Direito Administrativo e Comercial da Escola Politécnica de Lisboa, revelando-se um mestre pouco assíduo e mal preparado. Mesmo assim, deixou apontamentos de vulto e publicou, no Archivo Pittoresco de 1862, o excerto de uma das suas lições a respeito da emigração. 
À medida que os governos cartistas iam consolidando o seu poder, José Estêvão foi-se radicalizando na busca de soluções alternativas de governação, começando a encarar como legítima a via revolucionária e o golpismo.

### Avia revolucionária, o exílio e a Patuleia
Descontente com o rumo que a política portuguesa levava, e incapaz de alterar a situação pela via eleitoral, devido ao que considerava ser a manipulação dos processos eleitorais feita pelo governo e o peso avassalador do caciquismo, começou a envolver-se em conspirações.
A primeira dessas situações desenrolou-se durante o verão de 1840, quando a sua casa serviu de local de preparação de um golpe militar que pretendia derrubar o governo pela força. No dia aprazado, 11 de agosto de 1840, pelas 22:00 horas, a Guarda Municipal e algumas centenas de pessoas tentaram o golpe, mas José Estêvão, que era um dos chefes, ficou em casa, alegadamente a escrever um artigo de jornal. No dia seguinte, no parlamento, justificou-se dizendo que nem os seus deveres de honra nem as necessidades do país justificavam pegar em armas. Nesse mesmo dia, 12 de agosto, apesar de defender os fautores da intentona, votou favoravelmente um louvor à guarnição de Lisboa por ter esmagado o golpe em que deveria ter participado.
Depois de restaurada em 1842 a Carta Constitucional e de instalado o cabralismo, José Estêvão endurece a oposição. Em consequência o governo também fortalece as medidas tomadas contra ele, do que resulta não ter conseguido a eleição por Aveiro no escrutínio levado a cabo em junho de 1842 (5.ª legislatura). Mesmo assim, consegue uma eleição por Lisboa/Estremadura, tendo prestado juramento a 1 de agosto de 1842.
Nessa legislatura a oposição contava um pequeno número de deputados, e embora entre eles se contassem alguns dos mais distintos do partido liberal, as suas vozes eram abafadas pela importância numérica da maioria. O governo tinha a certeza da aprovação de todos os seus actos, pouco espaço restando à oposição.
Foi neste contexto que em fevereiro de 1844 adere a mais uma tentativa revolucionária, desta vez liderada por António César de Vasconcelos, depois conde de Torres Novas. O golpe iniciou-se a 4 de fevereiro de 1844 quando o Regimento de Cavalaria n.º 4, estacionado em Torres Novas se sublevou e se colocou ao lado dos septembristas. De imediato José Estêvão e muitos outros militares e paisanos do partido progressista, foram juntar-se a César de Vasconcelos, o qual, com as forças que pôde reunir, marchou sobre Almeida.
José Estêvão foi encarregado de sublevar as províncias do norte, tendo para isso saído de Almeida noite de 7 de abril, com o maior segredo e as possíveis precauções, pois a praça então já estava sitiada pelas tropas do governo, sob o comando do conde de Fonte Nova, com a posição dos sitiados a agravar-se de dia para dia com a falta de víveres.
Depois de um percurso por território espanhol, reentrou em Portugal pela zona de Moncorvo tentando em vão sublevar as populações. Conseguiu algumas adesões ao longo do Douro, mas não o suficiente para iniciar uma sublevação geral. A este tempo, já Costa Cabral havia mandado a todos os governadores civis das diferentes províncias do reino, uma portaria circular, em que se oferecia o prémio de 2.000$000 réis à pessoa que apresentasse ao governo a cabeça de José Estêvão. 
Depois de diversas tentativas, em que perdeu muito tempo, decidiu afinal José Estêvão levar a cabo o pronunciamento popular da província, auxiliado pelos setembristas influentes de Vila Pouca de Aguiar. Tudo estava pronto para o dia designado: José Estêvão devia sair de Murça com os populares que estivessem armados, e marchar com eles a tomar o comando das forças daquela zona, enquanto em outros dois pontos da província os demais caudilhos, já prevenidos, levantariam simultaneamente o grito a favor da causa sustentada em Almeida. Contudo, no dia designado para a partida, José Estêvão soube que Almeida capitulara a 28 de abril e que as forças cabralistas já marchavam sobre Trás-os-Montes. José Estêvão ainda tentou resistir, mas os ânimos estavam desmoralizados e os populares abandonaram-no. Partiu sozinho para Espanha, pela raia de Castela, e foi encontrar-se com os emigrados em Salamanca, onde entregou o dinheiro que tinha recebido no Porto para acudir às necessidades da emigração, e pedindo licença a César de Vasconcelos, tomou passaporte para Paris. Segundo depois diria, estava farto de andar atado a cadáveres.
Novamente no exílio, chega a Paris em agosto de 1844, ali permanecendo até 1846, quando a Revolução da Maria da Fonte provoca da queda dos irmãos Cabral. Com a nomeação, a 20 de maio de 1846, do ministério presidido por Pedro de Sousa Holstein, 1.º duque de Palmela, regressa a Portugal, onde naquele Verão foi um dos mentores do reagrupamento dos radicais em torno da associação eleitoral que se formou na Calçada do Sacramento.
Tendo ocorrido a 6 de outubro daquele ano o golpe palaciano da Emboscada, dando origem à guerra civil da Patuleia com a criação a 9 de outubro da Junta do Porto, José Estêvão de imediato adere ao movimento, partindo para o Ribatejo às ordens da Junta do Porto, integrando depois o exército patuleia do Alentejo, sob o comando de Luís Francisco Soares de Melo Breyner, 1.º conde de Melo. 
Fez toda a guerra civil no sul do país, tendo participado na ocupação de Setúbal. Na fase final da guerra, contra os protestos dos elementos mais radicais da coligação patuleia, apoia a intervenção da Quádrupla Aliança e aceita os ditames da Convenção de Gramido.
Com esta decisão, é obrigado a atravessar um período de algum apagamento, apenas interrompido em 1848 pela participação em mais uma intentona falhada, desta vez a chamada Conspiração das Hidras, um pálido reflexo das revoluções europeias daquele ano. Em resultado, foi obrigado a passar à clandestinidade, vivendo escondido durante alguns meses.

### A Regeneração e o regresso à vida parlamentar
Embora não tenha sido parte da conspiração liderada pelo marechal Saldanha, quando em 1851 se inicia a Regeneração adere entusiasticamente, como aliás aconteceria com a generalidade dos setembristas de todos os matizes.
Nas eleições gerais realizadas em novembro de 1851 ao ser eleito por Aveiro reentra no parlamento, prestando juramento a 17 de janeiro de 1852. Na sua acção parlamentar muda de tom, deixando a oposição sistemática para passar a apoiar selectivamente as iniciativas governamentais que considerava adequadas. Com essa estratégia, quando a 30 de julho de 1852 foi criado o Ministério das Obras Públicas, Comércio e Indústria e ordenada a construção da linha férrea que ligaria Lisboa ao Porto afirma: Desde que dobrámos o Cabo da Boa Esperança … nunca praticámos feito de tamanha transcendência.
Nas eleições gerais de 12 de dezembro de 1852 (9.ª legislatura) foi eleito por Lisboa, prestando juramento a 31 de janeiro de 1853, reiniciando uma forte participação parlamentar e reganhando parte do espaço político que o ‘’cabralismo’’ lhe havia roubado.
Nos anos seguintes foi um ministerial, embora por vezes reticente, apoiando o fomento, processo do qual esperava que finalmente resultasse a democratização de Portugal. Este seu apoio ao governo não era devidamente considerado, já que José Estêvão foi sempre mantido fora do núcleo duro das equipas governativas.
Nas eleições gerais seguintes, realizadas a 9 de novembro de 1856, voltou a ser eleito pelo círculo de Aveiro, retornando à representação dos interesses da sua região de origem e prestando juramento a 12 de maio de 1857. Novamente para a 11.ª legislatura (1858–1859) voltou a ser eleito por Aveiro, prestando juramento a 7 de julho de 1858. Na legislatura seguinte foi eleito por Vagos em escrutínio realizado a 1 de janeiro de 1860.
Durante todo este período manteve o seu apoio selectivo ao governo, pugnando por um conjunto de projectos de interesse para a zona de Aveiro, com destaque para a construção de um novo edifício para o liceu, a passagem por aquela cidade da linha férrea que ligaria Lisboa ao Porto, a dragagem da barra e as obras de melhoramento portuário e iluminação da costa. Contudo, a situação de menor consideração que lhe era prestada pelo governo que apoiava foi novamente patente aquando da morte do duque da Terceira, a 26 de abril de 1860, quando não foi ouvido na remodelação que se seguiu, o mesmo sucedendo aquando da demissão do ministério que ocorreu a 4 de julho daquele ano. 
O ano de 1861 foi para José Estêvão um período de forte actividade política. Para além de trabalhar na organização de um novo partido, foi eleito no escrutínio realizado a 22 de abril (13.ª legislatura) em candidatura de oposição ao governo, declarando-se independente de todos os partidos existentes. Eleito, prestou juramento a 10 de junho de 1861.
Como nessa mesma altura era grande o eco na imprensa e política portuguesa a favor do iberismo, no mesmo ano, vende o periódico A Revolução de Setembro, passando a colaborar activamente, desde o seu primeiro número, no jornal A Liberdade, um jornal fundado por Jacinto Augusto de Freitas Oliveira que começou a publicar-se em Lisboa a 26 de junho de 1861. Foi da autoria de José Estêvão o artigo principal do primeiro número.
Assim como quando, em 28 de julho, se criou a Comissão Central 1.º de Dezembro de 1640 contra essa vontade de raiz anti-nacionalista eles os dois foram dos primeiros que a essa associação se uniram.
Depois, em Aveiro, perante a hostilidade de Manuel Firmino de Almeida Maia, proprietário do jornal Campeão das Províncias e seu ex-correligionário, funda, com um grupo de amigos, o periódico Districto de Aveiro.
No ano seguinte, para além de continuar a trabalhar nas habituais tarefas políticas, José Estêvão irá privilegiar a Confederação Maçónica Portuguesa, da qual acabava de ser eleito 10.º Grão-Mestre. Com tradições maçónicas na família, já que seu pai pertencera a loja que em 1823 funcionava na Quinta dos Santos Mártires, em Aveiro. José Estêvão foi iniciado durante o exílio em Plymouth, no ano de 1828, com o nome simbólico de Pórcio. Tendo ascendido ao sétimo grau do Rito Francês (Soberano Príncipe Rosa Cruz), foi venerável da Loja 5 de Novembro, de Lisboa.
Entre 1861 e 1862 José Estêvão está ainda envolvido na fundação do Asilo de São João, em Lisboa, o que faz com meios financeiros da Maçonaria, bem como, em Aveiro, de um asilo para a infância desvalida. Com tal actividade pretendia demonstrar que a filantropia liberal podia ser tão activa e operante como a caridade resultante do fervor religioso.
Quando no início de novembro de 1862 um aparente acidente vascular cerebral lhe veio ceifar a vida aos 53 anos de idade, já tinha proferido cerca de 1500 intervenções parlamentares e era uma das figuras mais conhecidas da política portuguesa.

### Vida familiar
José Estêvão casou na freguesia da Sé do Porto a 7 de junho de 1858 com Rita de Moura de Miranda, terceira de cinco filhas do notável médico Custódio Luís de Miranda (Porto, Vitória – Porto, 24 de fevereiro de 1848) e de Margarida de Cortona Ferreira Borges de Moura, do Porto, sobrinha materna de José Ferreira Borges. Esta senhora era natural do Porto, onde nasceu a 19 de outubro de 1822 e onde também faleceu em Cedofeita a 2 de outubro de 1904.
No ano seguinte, a 13 de setembro de 1859 nasceu-lhes o primeiro filho ao qual puseram o nome de Luís Cipriano, e que veio a ser homem notável, conhecido por Luís de Magalhães, deputado e ministro. Em outubro de 1860 nasceu em Aveiro a sua filha Joana Inês, que viria a morrer em abril do ano seguinte também em Aveiro. Quando faleceu, a esposa estava grávida, tendo dado à luz um filho, nascido em Lisboa a 2 de janeiro de 1863 e depois baptizado com o mesmo nome do pai, o qual faleceu na Quinta do Mosteiro, em Moreira da Maia, a 9 de janeiro de 1889.
À data do seu casamento José Estêvão já tinha um filho, de nome Mateus Luís, que lhe nascera em Coimbra, no ano de 1837, fruto de amores de estudante com uma mulher desconhecida mas que teve também uma filha natural de Francisco de Lemos Ramalho Pereira de Azeredo Coutinho, miguelista e 1.º Conde de Condeixa. Veio a falecer em Porto Alegre a 2 de janeiro de 1895, onde viveu e casara a 21 de dezembro de 1883 com Maria da Conceição de Oliveira, e onde tiveram as suas três filhas, Ana em 1884, Maria em 1887 e Luísa em 1889.

### A morte
Faleceu em Lisboa, freguesia das Mercês, na Rua Formosa, número 121, de morte súbita, a 4 de novembro de 1862, deixando a esposa grávida de um filho que viria a ter o mesmo nome do pai. A sua morte foi muito sentida, particularmente em Aveiro, cidade onde gozava de enorme prestígio.
As duas câmaras parlamentares, que estavam reunidas, apenas souberam a triste notícia, levantaram a sessão depois de sentidos discursos de alguns pares e deputados. Por espaço de oito dias se conservou coberta de crepe a sua cadeira de deputado. Foi também resolvido que a Câmara dos Deputados mandasse lavrar em mármore o busto de José Estêvão, para ser colocado na biblioteca do corpo legislativo, e se abrisse uma subscrição nacional para se erigir um monumento fúnebre à sua memória. 
O enterro foi uma manifestação imponentíssima, com milhares de pessoas a acompanharem o féretro até ao cemitério dos Prazeres. Ambas as câmaras das Cortes se fizeram representar, o mesmo acontecendo com a Sociedade das Ciências Médicas de Lisboa, a Sociedade de Geografia de Lisboa e todas as associações e clubes, colégios, institutos, sociedades de recreio, corporações de bombeiros municipais e de voluntários, asilos, e outras instituições ligadas à esquerda liberal ou por ele beneficiadas.
À beira da sepultura discursaram Luís Augusto Rebelo da Silva, Jacinto Augusto de Freitas Oliveira, José da Silva Mendes Leal e José Manuel Gonçalves, falando este último em nome das criancinhas do Asilo de São João, de que José Estêvão fora um dos fundadores e presidente. Todos os jornais publicaram artigos necrológicos.
José Estêvão tinha declarado em vida que desejava que o seu cadáver fosse sepultado em Aveiro, junto do de seu pai. Passados dois anos sobre a sua morte, e inaugurada a linha férrea pela qual tanto se batera, o corpo do grande tribuno chegou a Aveiro no dia 16 de maio de 1864, a bordo de um comboio especial, e foi sepultado no cemitério daquela cidade. Foi sepultado em jazigo que ele mandara ali construir, tendo-lhe sido erigido, por subscrição pública nacional, um monumento fúnebre no local.
Em 1889, também por subscrição público, foi erigida em Aveiro a estátua do grande paladino, com grandes festejos e homenagens provenientes de todos os quadrantes políticos.

Na fachada da casa aonde tinha nascido José Estêvão, sita na Rua dos Mercadores, em Aveiro, que pertencera a seus avós maternos, mandou a Câmara Municipal de Aveiro colocar, no dia 15 de julho de 1889, uma lápide comemorativa do nascimento de José Estêvão, contendo a seguinte inscrição: 
Casa onde nasceu aos 26 de dezembro de 1809 o grande tribuno parlamentar e benemérito cidadão portuguez José Estevão Coelho de Magalhães. Em honra de tão querida memória mandou a Câmara Municipal d'Aveiro fazer e collocar esta lapide, por deliberação tomada em sua sessão de 10 de fevereiro de 1887.
Uma das principais escolas secundárias de Aveiro, e uma das mais antigas de Portugal, a Escola Secundária José Estêvão, adoptou-o por patrono. Ainda hoje, múltiplas localidades relembram na sua toponímia o nome de José Estêvão.